# Amesbury (Massachusetts)
Pour les articles homonymes, voir Amesbury.
Amesbury est une ville des États-Unis, située dans le Massachusetts, comté d'Essex, fondée en 1642. Proche de Salisbury d'un peu plus de 6 km, Amesbury était autrefois connue sous le nom de Salisbury New Town avant de gagner son autonomie en 1666 et de prendre son nouveau nom en 1668.
La ville s'étend sur 35,4 km², comprenant 3,2 km² d'eau (9,08 % de la surface totale).
Au dernier recensement de 2000, la ville comptait 16 450 personnes, 6 380 foyers et 4 229 familles. La densité de population s'élevait à  206,2 personnes/km².

## Jumelage
- Esabalu (Kenya)